# لو آندراده
لوسیانا د آندراد (متولد ۱۸ سپتامبر ۱۹۷۸) خواننده، ترانه‌سرا، مجری و بازیگر برزیلی است. در سال ۲۰۰۲ او برنده برنامه استعدادیابی Popstars شد و تا سال ۲۰۰۴ به گروه دختران برزیلی Rouge پیوست و دو آلبوم از چهار آلبوم استودیویی Rouge (2002)، C'est La Vie (2003) را ضبط کرد. در سال ۲۰۰۴ او گروه را ترک کرد.

## زندگی‌نامه
آندراده متولد ۱۸ سپتامبر ۱۹۷۸، اهل وارجینها، میناس گرایس است. او از کودکی علاقه زیادی به موسیقی داشت و نمایش‌های کوچکی را برای خانواده اش بر روی صحنه در زیرزمین خانه اش اجرا می‌کرد. در سال ۱۹۸۴، در سن ۵ سالگی، برای اولین بار در انظار عمومی در ادای احترام به روز مادر خواند و از آن پس در تمام جشنواره‌هایی که در مدرسه اش برگزار می‌شد، اجرا کرد. اندکی پس از آن بخشی از گروه کر کلیسای می‌شود. سپس از آن دعوت می‌شود تا سرود ملی را در شهرهای میناس گرایس اجرا کند. در سال ۱۹۹۹ در سن ۲۰ سالگی شروع به ساختن آهنگ‌های خود کرد. او برای تحصیل موسیقی به سائوپائولو رفت و بورسیه هنرستان سوزا لیما را دریافت کرد.

### زندگی شخصی
لوسیانا در سال ۱۹۹۸ در سن ۱۹ سالگی زمانی که در وارگینها زندگی می‌کرد با لئوناردو پریرا که عکاس بود آشنا شد. در سال ۱۹۹۹ شروع به مطالعه تبلیغات در مرکز دانشگاه جنوب میناس (UNIS) کرد و در ترم ششم آن را ترک کرد. در سال ۲۰۰۱ تصمیم گرفت به همراه دوست پسرش برای تحصیل موسیقی به سائوپائولو نقل مکان کند و در کنسرواتوار سوزا لیما بورس تحصیلی کامل بگیرد. او در سال ۲۰۰۳ با لئوناردو در مراسمی خانوادگی و به دور از پوشش رسانه ای و تنها چند مهمان ازدواج کرد. در سال ۲۰۱۳ در کمپین Leukemia Tem Healing شرکت کرد که اهدای خون و مغز استخوان را تشویق می‌کند.